# Meg Wyllie
Meg Wyllie, all'anagrafe Margaret Gillespie Wyllie (Honolulu, 15 febbraio 1917 – Glendale, 1º gennaio 2002), è stata un'attrice statunitense.
Apparve in numerose serie TV degli anni '50 e '60, nonché in svariate produzioni cinematografiche, spesso con ruoli secondari.

## Filmografia parziale

### Cinema
- Marnie, regia di Alfred Hitchcock (1964)
- Ladri sprint (Fitzwilly), regia di Delbert Mann (1967), non accreditata
- Punto zero (Vanishing Point), regia di Richard C. Sarafian (1971), non accreditata
- Our Time, regia di Peter Hyams (1974)
- Stupro (Lipstick), regia di Lamont Johnson (1976)
- Qua la mano picchiatello!.. (Cracking Up), regia di Jerry Lewis (1983), non accreditata
- Giochi stellari (The Last Starfighter), regia di Nick Castle (1984)
- Niente in comune (Nothing in Common), regia di Garry Marshall (1986)
- La retata (Dragnet), regia di Tom Mankiewicz (1987)

### Televisione
- Have Gun - Will Travel – serie TV, episodio 2x09 (1958)
- Peter Gunn – serie TV, episodi 1x32-2x28 (1959-1960)
- Ai confini della realtà (The Twilight Zone) – serie TV, episodio 2x11 (1960)
- Indirizzo permanente (77 Sunset Strip) – serie TV, episodio 3x10 (1960)
- Ben Casey – serie TV, 3 episodi (1961-1964)
- Io e i miei tre figli (My Three Sons) – serie TV, episodio 3x19 (1963)
- The Travels of Jaimie McPheeters – serie TV, 18 episodi (1963-1964)
- Il virginiano (The Virginian) – serie TV, 2 episodi (1963-1970)
- A Man Called Shenandoah – serie TV, episodio 1x14 (1965)
- The Rounders – serie TV, episodio 1x04 (1966)
- Cimarron Strip – serie TV, episodio 1x07 (1967)